# 米羅皮爾 (第聶伯羅區)
47°57′5″N 34°20′27″E / 47.95139°N 34.34083°E
米羅皮尔，是烏克蘭中部第聂伯罗彼得罗夫斯克州第聶伯羅區新波克罗夫卡市镇内的村落。分別距離亞歷山德里夫卡2公里和卡什卡里夫卡2.5公里，海拔高度98米，2024年人口300。